# Provinciale Bibliotheek van Friesland
De Provinciale Bibliotheek van Friesland is een voormalige bibliotheek van de provincie Friesland in de stad Leeuwarden. De bibliotheek (PBF) werd in 2002 onderdeel van Tresoar.

## Geschiedenis
De bibliotheek van de Universiteit van Franeker was de basis van de collectie van de Provinciale Bibliotheek van Friesland. 
In 1852 werd in het Paleis van Justitie te Leeuwarden de Provinciale Bibliotheek geopend. In 1897 werd de Provinciale Bibliotheek tezamen met het Rijksarchief en de Buma Bibliotheek ondergebracht in de Kanselarij.
In 1919 kreeg de Provinciale Bibliotheek de bibliotheek van het Hof van Friesland in bruikleen. Geert Aeilco Wumkes was in de periode 1924-1940 bibliothecaris van het PBF. Hij werd opgevolgd door Sjoerd Douma, bibliothecaris van 1941 tot 1978. In 1966 verhuisde de PBF naar het nieuwe gebouw aan de Boterhoek, ontworpen door Piet Tauber.
Op 1 september 2002 fuseerde de Provinciale Bibliotheek met het Frysk Letterkundich Museum en Dokumintaasjesintrum (FLMD) en het Ryksargyf Fryslân (RAF) tot Tresoar.